# Ginés S. Cutillas
Ginés S. Cutillas (Valencia, 1973) es un escritor español, autor de novelas, ensayos, relatos y microrrelatos. Actualmente es director de Quimera. Revista de Literatura, profesor en la Escuela de Escritores y colaborador literario habitual en el programa Todos somos sospechosos de Radio 3 (Radio Nacional de España).

## Biografía
Ingeniero informático por la Universidad Politécnica de Valencia y licenciado en Documentación por la Universidad de Granada.
En 2007 publica su primer libro La biblioteca de la vida donde se reúnen cuatro relatos largos de índole fantástica. En marzo de 2010 publica en Cuadernos del Vigía su segundo libro, esta vez de microrrelatos, Un koala en el armario (reeditado en Pre-Textos en 2021), finalista en el premio Setenil como uno de los mejores libros de relatos publicados en España en 2010. Un libro donde las dualidades y los objetos fuera de lugar son una constante. En 2013 publica su primera novela La sociedad del duelo, una biografía alternativa sobre la vida de Lord Byron y de la mayoría de los poetas románticos ingleses. En febrero de 2015 publica Los sempiternos, su segundo libro de relatos, once historias de corte metaliterario. En marzo de 2016 publica Lo bueno, si breve, etc. Decálogo práctico del microrrelato, un ensayo sobre el género. En octubre de 2016 publica su segundo libro de microrrelatos Vosotros, los muertos. En octubre de 2019 publica el ensayo-ficción Mil rusos muertos. Una visita a Una habitación propia. En marzo de 2021 publica El diablo tras el jardín, en la prestigiosa editorial Pre-Textos, una bildungsroman que retrata el final de la infancia de dos hermanos a través de un canto a la literatura universal de todos los tiempos. En marzo de 2022 publica La vida en falso en la editorial Tres Hermanas, una obra epistolar sobre un escritor en ciernes que viaja al sur para acabar su primera novela. En febrero de 2023 publica Valencia. Geografía de una ciudad en la editorial Traspiés, un retrato personal de su ciudad natal.
Como antólogo, ha realizado la edición de Los pescadores de perlas (Montesinos, 2019), una panorámica actual del microrrelato en el ámbito hispánico con ochenta autores de nueve países distintos, la selección de microrrelatistas españoles para la editorial argentina EOS (2023) y los mejores textos de sus alumnos en Equilibristas (2023).
Su obra ha aparecido también en varias antologías de relatos y microrrelatos, como Ficción sur (Traspiés, 2008), A contrarreloj II (Hipálage, 2008), Por favor, sea breve 2 (Páginas de espuma, 2009), Sólo cuento II (UNAM, 2010), Velas al viento (Cuadernos del vigía, 2010), Mar de pirañas (Menoscuarto, 2012) o Antología del microrrelato español (1906-2011) (Cátedra, 2012).
Entre los galardones que ha recibido se encuentran el III Premio de microrrelato IASA Ascensores 2019, el Premio Internacional de Minicuento El Dinosaurio 2007 (Feria del libro de La Habana), el de la Feria del libro de Granada 2006, el de relatos de la Fundación Drac 2007 y el microrrelatos Literatura Comprimida 2006, habiendo resultado finalista del Setenil 2010 al mejor libro de cuentos publicados en España ese mismo año y al Premio de la Crítica Literaria Valenciana en 2022.
Colaborador en diversas revistas literarias, como Cuadernos Hispanoamericanos, Clarín, Litoral, La Maleta de Portbou, Paralelo Sur, TLR (The Literary Review), The Moth, Prometheus, Caleidoscopio, Spejismos, En sentido figurado, Kafka, Papeles de humo, EntreRíos, Casquivana o Excodra. Trabajó como crítico literario en La Opinión de Granada.
Miembro del Institutum Pataphysicum Granatensis (organismo dependiente e independiente del Colegio de Patafísica) y creador de La increíble máquina aforística según sus preceptos.
Desde 2024 el Ayuntamiento de Ávila convoca un Premio de Microrrelato con su nombre.

## Obra

### Novela
- La vida en falso (Madrid, Tres Hermanas, 2022) ISBN 978-84-124186-9-9
- El diablo tras el jardín (Finalista Premio de la Crítica Literaria Valenciana; Valencia, Pre-Textos, 2021) ISBN 978-84-18178-63-4
- La sociedad del duelo (Barcelona, Editorial Base, 2013) ISBN 978-84-15706-03-8

### Cuento
- Los sempiternos (Barcelona, Editorial Base, 2015) ISBN 978-84-15706-40-3
- Al final del pasillo (Granada, Cuadernos del Vigía, 2010) GR-4061-2010. Plaquette.
- La biblioteca de la vida (V Premio Fundació Drac; Palma de Mallorca, Fundació Drac, 2007) ISBN 978-84-935529-5-4

### Microrrelato
- Vosotros, los muertos (Granada, Cuadernos del Vigía, 2016) ISBN 978-84-95430-61-8.
- Un koala en el armario (Finalista del VII Premio Setenil; Granada, Cuadernos del Vigía, 2010) ISBN 978-84-95430-34-2. Reedición (Valencia, Pre-Textos, 2021) ISBN 978-84-18178-90-0.

### Ensayo
- El ensayo-ficción. Una nueva forma narrativa (Madrid, Sílex, 2024) ISBN 978-84-7737-993-5
- Lo bueno, si breve, etc. Decálogo práctico del microrrelato (Barcelona, Editorial Base, 2016) ISBN 978-84-15706-69-4

### No ficción
- Valencia. Geografía de una ciudad (Granada, Traspiés, 2023) ISBN 978-84-126267-2-8
- Mil rusos muertos. Una visita a Una habitación propia (Madrid, Sílex, 2019) ISBN 978-84-7737-642-2

### Inclusión en antologías
- Con la música por dentro, Fernando Sánchez Clelo y Agustín Monsreal (eds.) (Puebla, Benemérita Universidad Autónoma de Puebla, 2024) ISBN 978-607-525-979-6
- Moléculas: Antología de Microficción y Ciencia, Sandra Bianchi (ed.) (Organización de Estados Iberoamericanos para la Educación, la Ciencia y la Cultura, Buenos Aires, 2023)
- Augusto Monterroso, centenario (y otras ficciones), Francisca Noguerol, Daniel Escandell, Sheila Pastor (eds.) (Kassel, Edition Reichenberger, 2022) ISBN 978-3-967280-43-2
- Iberoamerica lee. Microficciones (Buenos Aires, Organización de Estados Iberoamericanos para la Educación, la Cultura y el Deporte, 2022) ISBN 978-987-3753-86-2
- Decálogos y poéticas del microrrelato, Ed. Javier Perucho (Lima, Micropolis, 2019) ISBN 970-612-46521-6-4
- Microquijotes 2 (Nueva York, Academia Norteamericana de la Lengua Española, 2016) ISBN 978-0-9903455-9-6
- 201. Lado B (Lima, Ediciones Altazor, 2014)
- Fútbol en breve Microrrelatos de jogo bonito (México, Puertabierta Editores, 2014) ISBN 978-607-8286-35-5
- La música de las sirenas (México, Toluca, 2014)
- Antología del microrrelato español (1906-2011) El cuarto género narrativo (Madrid, Cátedra, 2012)
- Mar de pirañas. Nuevas voces del microrrelato español (Palencia, Menoscuarto, 2012)
- Velas al Viento (Granada, Cuadernos del Vigía, 2010) ISBN 978-84-95430-36-6
- Sólo Cuento II (Premio CANIEM 2010 al arte editorial; México D.F., UNAM,  2010)
- Por favor, sea breve 2 (Madrid, Páginas de Espuma, 2009) ISBN 84-8393-011-0
- Ficción Sur (Granada, Ediciones Traspiés, 2008) ISBN 978-84-935427-6-4
- A contrarreloj II (Sevilla, Hipalage, 2008) ISBN 978-84-96919-06-8

### Ediciones
- Equilibristas. Nuevos autores del microrrelato en español (Ed. Ginés S. Cutillas) (Gijón, Trea, 2023) ISBN 978–84-19823–40‑3
- Los pescadores de perlas. Los microrrelatos de Quimera (Ed. Ginés S. Cutillas) (Barcelona, Montesinos, 2019) ISBN 978-84-17700-23-2

### Colaboraciones
- Cuadernos Hispanoamericanos, n.º 886, (Madrid, AECID-Ministerio de Asuntos Exteriores y Cooperación, 2024) ISSN 0011-250X
- La Maleta de Portbou, n.º 64, (Barcelona, Galaxia Gutenberg, 2024) ISSN 2339-6768
- Cuadernos Hispanoamericanos, n.º 863, (Madrid, AECID-Ministerio de Asuntos Exteriores y Cooperación, 2022) ISSN 0011-250X
- Litoral, n.º 271 - Bares & Cafés, (Málaga, Ediciones Litoral, 2021) ISSN 0212-4378
- Clarín, n.º 150, noviembre-diciembre de 2020 (Oviedo, Ediciones Nobel, 2020) ISSN 1136-1182
- Litoral, n.º 270 - Mundo sensible, (Málaga, Ediciones Litoral, 2020) ISSN 0212-4378
- Litoral, n.º 269 - Eros, (Málaga, Ediciones Litoral, 2020) ISSN 0212-4378
- Litoral, n.º 267 - El automóvil, (Málaga, Ediciones Litoral, 2019) ISSN 0212-4378
- Nocturnario (Granada, Nazarí, 2016) ISBN 978-84-16764-04-4
- The bitter oleander (Nueva York, The Bitter Oleander Press, 2016) ISSN 1087-8483
- Todo es Poesía en Granada (Granada, Esdrújula Ediciones, 2015) ISBN 978-84-16485-14-7
- Metamorphoses (Amherst/Northampton, University of Massachusetts Amherst, 2015) ISSN 1068-7831
- Sueña 3ª Ed. (Boston, Vista Higher Learning, 2013)
- Imagina 3ª Ed. (Boston, Vista Higher Learning, 2013)
- TLR (The Literary Review) (Nueva Jersey, Fairleigh Dickinson University, 2013)
- Desahuciados. Crónicas de la crisis (Granada, Traspiés, 2013)
- Los cantones de mi casa (Buenos Aires, Casquivana, 2011)
- The world's equilibrium (Cavan, The moth, 2011)
- Metástasis (Buenos Aires, Casquivana, 2010)
- Diles que no me lo marquen (Granada, Granada Club de Fútbol, 2010)
- Perversiones (Granada, Ediciones Traspiés, 2010) ISBN 978-84-937888-2-7
- Imagina (Boston, Vista Higher Learning, 2010)
- El equilibrio del mundo y otros minicuentos (II Premio Internacional de Minicuentos El Dinosaurio 2007; La Habana, Caja  China, 2007)
- Abierto por inventario (Granada, Ediciones Traspiés, 2007) ISBN 84-935427-0-9
- Tenemos la mascota que usted necesita y otros relatos (Madrid, Ayuntamiento, 2007)
- Microveus (Montcada i Reixac, Montcada Comunicació, 2007) B22464-2007
- Microvisionaris (Montcada i Reixac, Montcada Comunicació, 2006) B15070-2006
- Microvisions (Montcada i Reixac, Montcada Comunicació, 2005) B20967-2005

### Adaptaciones de relatos a cine
- 11 metros, dirigido por Adrián Baena y Miguel Ángel Molina y basado en el cuento Diles que no me lo marquen
- False Notes, dirigido por Angel Ballas y basado en el microrrelato Notas falsas

## Premios y Becas
- I Premio Internacional de microrrelatos Literatura Comprimida (Villaviciosa)
- V Premio Internacional de microrrelatos Feria del libro de Granada (Granada)
- V Premio internacional de relato Fundació Drac (Palma de Mallorca)
- II Premio Internacional de Minicuento El Dinosaurio (La Habana)
- Primer accésit XV Premio Internacional de Relato Hiperbreve Círculo Cultural Faroni (Madrid)
- Finalista II Premio Nacional de microrrelatos El Basar (Montcada i Reixac)
- Finalista VII Premio Setenil al mejor libro de cuentos publicado en España en 2010 (Molina del Segura)
- Finalista I Premio de microrrelato IASA 2015 (Granada)
- III Premio de microrrelato IASA 2019 (Granada)
- Beca de escritura Montserrat Roig 2020 (Instituto de Cultura de Barcelona)
- Finalista Premio de la Crítica Literaria Valenciana 2022
- Creación Literaria 2024. Ministerio de Cultura de España